# Pojemaiag
Pojemaiag (en rus: Пожемаяг) és un poble (un possiólok) de la República de Komi, a Rússia, segons el cens del 2010 tenia 299 habitants.